# كوينسي أوسي
كوينسي أوسي (بالإنجليزية: Quincy Osei)‏ هو لاعب كرة قدم غاني في مركز الوسط، ولد في 8 ديسمبر 1989 في أكرا في غانا. شارك مع منتخب غانا تحت 23 سنة لكرة القدم. أما مع النوادي، فقد لعب مع نادي ساتورن رامنسكوي ونادي فالنسيا وهايدوك كولا وهكا.

## وصلات خارجية
- كوينسي أوسي على موقع قاعدة بيانات كرة القدم.إي يو (الإنجليزية)
- كوينسي أوسي على موقع Soccerway.com (الإنجليزية)